# Buddyprisen
Der Buddyprisen (dt. Buddy-Preis) ist der wichtigste Jazzpreis Norwegens. Der seit 1956 vom Norsk Jazzforum (Norwegisches Jazzforum) in Oslo jährlich an einen Jazzmusiker des Landes verliehene Preis ehrt Musiker, die exzellente Interpreten sind und auch sonst deutlich am norwegischen Jazz beteiligt sind.
Der Preis wird auch Buddy genannt. Er besteht aus einer Skulptur, die den Trompeter Buddy Bolden darstellt und von der Bildhauerin Lise Frogg gestaltet wurde, und seit 1987 noch zusätzlich aus einem Reisestipendium, das 2013 NKR 50.000 betrug. Die Preisverleihung findet in der Regel im Jazzclub Bare Jazz in Oslo statt.

## Liste  der Preisträger
- 1956 Rowland Greenberg
- 1957 Arvid Gram Paulsen
- 1958 Einar Iversen
- 1959 –
- 1960 Mikkel Flagstad
- 1961 Erik Amundsen
- 1962 Bjørn Johansen
- 1963 –
- 1964 Øistein Ringstad
- 1965 Karin Krog
- 1966 –
- 1967 Jon Christensen
- 1968 Jan Garbarek
- 1969 Arild Andersen
- 1970 Frode Thingnæs
- 1971 Carl Magnus Neumann
- 1972 Asmund Bjørken
- 1973 –
- 1974 –
- 1975 Bjørn Alterhaug
- 1976 Laila Dalseth
- 1977 Egil Kapstad
- 1978 Kristian Bergheim
- 1979 Guttorm Guttormsen
- 1980 Bjarne Nerem
- 1981 Knut Riisnæs
- 1982 Radka Toneff
- 1983 Terje Bjørklund – Knut Kristiansen – Espen Rud
- 1984 Jon Balke
- 1985 Terje Rypdal
- 1986 Thorgeir Stubø
- 1987 Tore Jensen
- 1988 Carl Morten Iversen – Terje Venaas
- 1989 Per Husby
- 1990 John Pål Inderberg
- 1991 Stein Erik Tafjord
- 1992 Morten Gunnar Larsen
- 1993 Egil Johansen
- 1994 Bjørn Kjellemyr
- 1995 Per Jørgensen
- 1996 –
- 1997 Ole Jacob Hansen
- 1998 Magni Wentzel
- 1999 Totti Bergh
- 2000 Sidsel Endresen
- 2001 Jon Eberson
- 2003 Nils Petter Molvær
- 2003 Ehrenpreis: Petter Pettersson
- 2004 Bugge Wesseltoft
- 2005 Arve Henriksen
- 2006 Paal Nilssen-Love
- 2007 Jon Larsen
- 2008 Frode Gjerstad
- 2009 Dag Arnesen
- 2010 Karl Seglem
- 2011 Eldbjørg Raknes
- 2012 Tore Brunborg
- 2013 Jan Gunnar Hoff
- 2014 Erlend Skomsvoll
- 2015 Håkon Kornstad
- 2016 Live Maria Roggen
- 2017 Audun Kleive
- 2018 Ingebrigt Håker Flaten
- 2019 Ståle Storløkken
- 2019 Ståle Storløkken
- 2020 Maja Ratkje und Solveig Slettahjell
- 2021 Eivind Aarset
- 2022 Mats Eilertsen